# 大生圍
大生圍 （英語：Tai Sang Wai）是一個位於香港元朗新田的地方，即現今錦綉花園一帶。大生圍村是一條重置村落，是隸屬於新田鄉鄉事委員會的非原居村，可選舉居民代表。大生圍村位於原玻璃圍，被多個漁塘包圍，座落錦綉花園、南生圍和壆圍之間。

## 歷史

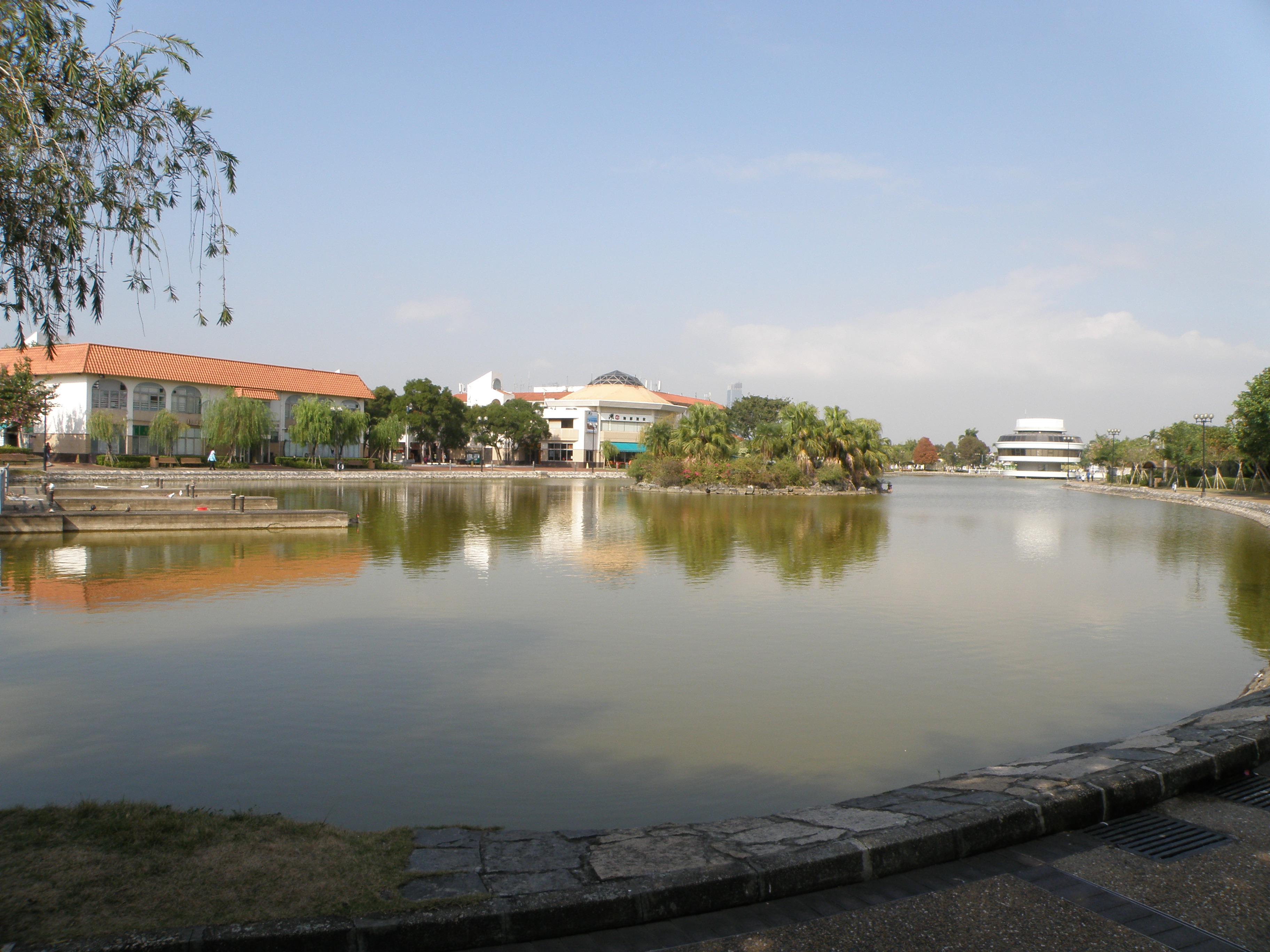
原大生圍已於1970年代末發展成錦綉花園

大生圍約建於1880年代，於1904年的新界地圖中已被標示。起初，一名從廣州番禺南來的軍官在新田購入這片佔地約1100畝的荒地（相當於錦綉花園的總面積）。20世紀初，有人在后海灣瀕海一帶搭建寮屋聚居，將土地開墾成鹹水田。村民主要以種植稻米、飼養雞鴨為生，閒時出海捕魚補足生計。後來，村民與業主陳啟明達成協定，定時向業主繳納約半數穀收代替金錢作為地租。業主於大生圍的中心設立「圍館（管）」，由司理管理土地和業務。出於防衛考慮，圍管建於一個四方形池塘的中心，即現今錦綉花園金竹北路和銀杏路交界。
1950年代，大生圍周邊的土地陸續發展成養魚蝦的基圍，經過挖泥、築壆、引水建成，收入比種植稻米更高，這些基圍有玻璃圍、聯興圍、米埔聯益圍等。 1960年代，元朗稻米種植開始式微，1963年年初，業主將大生圍土地以港幣90萬元出售予新榮華企業公司，新業主將一部份稻田改建成漁塘，並一度計劃將地皮發展成大型鄉村俱樂部，於是禁止農民開耕，但又未作出充足賠償，村民向元朗理民府作出抗議。有村民到鄰近察洲和榕樹圍農田工作，再被不明人士破壞水閘引海水浸壞農田。當時大生圍住有58戶，共300至400餘名居民，學童主要到鄰村的壆圍公立學校讀書。
1970年代初，大生圍轉手予加拿大海外建築有限公司，新業主將漁塘填平準備作大型衛星市鎮住宅發展，地皮在等待發展期間曾租用予邵氏電影公司拍攝《十三太保》。1975年，錦綉花園開始分階段動工興建，期間有不同環保團體擔心計劃破壞生態、影響野生雀烏棲息地，唯反對不果。發展商填平旁邊玻璃圍的基圍興建四排共70間兩層高石屋，供大生圍村民遷入居住，新村即為大生圍村，於1980年落成入伙。而在發展商和新界鄉議局的財務支持下，大生圍公立學校得以於1977年開辦。後來，有新村村民再將玻璃圍基圍改建成漁塘，經營至今。

## 生態環境
1991年，《城市規劃條例》就鄉郊地區加入發展管制。1995年，規劃署委託顧問公司進行「后海灣地區魚塘生態價值研究」，報告建議將后海灣一帶的魚塘劃為濕地保育區作保育，並將保育區以外的五百米範圍劃為濕地緩衝區。1999年，后海灣濕地緩衝區落實，大生圍村被劃入範圍之內，而大生圍周邊的漁塘則屬於《拉姆薩爾公約》下的濕地保育區。

## 事件
- 錦綉花園大道通行權爭議
- 近年，大生圍成為遊人「打咭」熱點，有缺德遊人破壞鄉村環境，使村民與遊人之間產生磨擦。[13][14]

## 歷任村長
- 黃森
- 莫昭然
- 周斗興
- 黃滿堂
- 黃金齊
- 黎志超

## 外部連結
- 居民代表選舉大生圍（新田）的劃定現有鄉村範圍（2019至2022年） （页面存档备份，存于）